# Kraljevo (Aleksinac)
Pour les articles homonymes, voir Kraljevo (homonymie).
Kraljevo (en serbe cyrillique : Краљево) est un village de Serbie situé dans la municipalité d'Aleksinac, district de Nišava. Au recensement de 2011, il comptait 818 habitants.
Kraljevo est situé sur les bords de la Sokobanjska Moravica, un affluent droit de la Južna Morava.

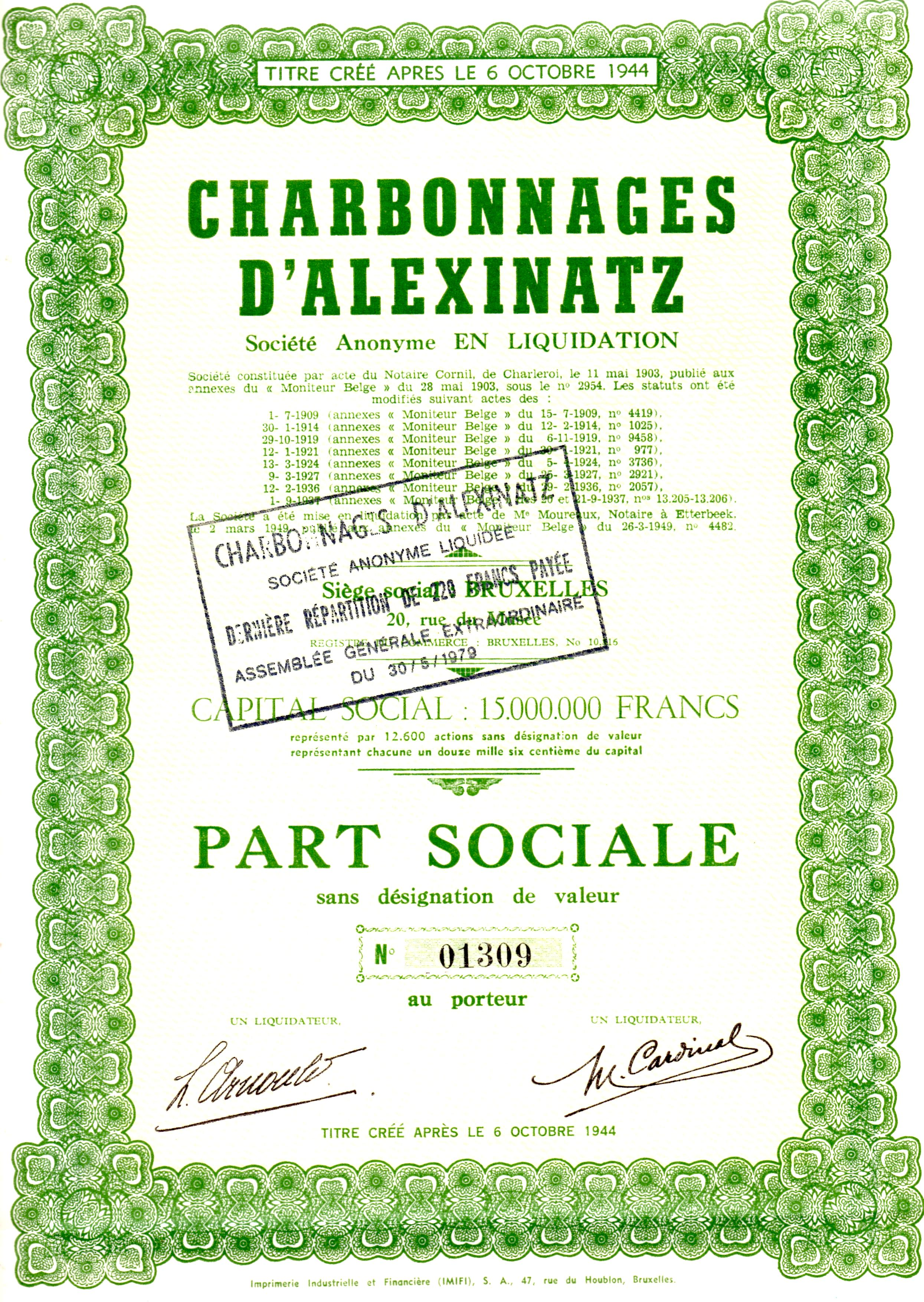

Les mines de houilles de Kraljevo (à l'époque appelée Kraljevatz), et de Novi-Kraljevatz, furent exploitées par la société anonyme belge "Charbonnages d'Alexinatz" (actuellement Aleksinac) constituée à Charleroi (Belgique) le 28 mai 1903, qui en avait obtenu la concession. Le 3 novembre 1944 les bureaux et exploitations furent placés sous la gérance de l'état yougoslave et la société,  nationalisée par l’État yougoslave le 5 décembre 1946, fut mise en liquidation

## Démographie

### Évolution historique de la population
| 1948  | 1953  | 1961  | 1971  | 1981  | 1991 | 2002 | 2011 |
| ----- | ----- | ----- | ----- | ----- | ---- | ---- | ---- |
| 1 034 | 1 087 | 1 206 | 1 113 | 1 106 | 999  | 930  | 818  |

|  |